# Julius R. Haarhaus
Julius Rüttger Haarhaus, född den 4 mars 1867 i Barmen, död den 19 augusti 1947 i Leipzig, var en tysk författare.
Haarhaus, som till 1896 var bokhandlare, gjorde sig känd som berättare, särskilt från Rhentrakten (Unter dem Krummstab, 1906, Der grüne Dämon, 1914, Die da zween Herren dienen, 1919, Hans Malepartus, samma år, Ahnen und Enkel, 1921, med flera). Hans saga ur böckernas värld, Makulaturalia (1896; 2:a upplagan 1920), översattes till svenska 1923. 